# Viaduc ferroviaire de Delft
Le viaduc ferroviaire de Delft est un pont ferroviaire de 1,2 km de long situé du côté ouest du centre-ville de Delft, dans la province néerlandaise de Hollande méridionale. Le viaduc faisait partie de la ligne d'Amsterdam à Rotterdam (Oude Lijn), la liaison ferroviaire entre Amsterdam et Rotterdam.

## Histoire
Le viaduc est construit entre le 13 septembre 1961 et le 14 juillet 1965, pour remplacer une voie ferrée au niveau du sol qui existait ici depuis 1847. Le viaduc commençait au Kampveldweg et se terminait au Houttuinen, juste au nord de la gare de Delft.
Il faisait partie du plan ferroviaire visant à éliminer les nuisances causées par les passages à niveau à Delft. La première partie du projet était la construction du Irenetunnel, sous la voie ferrée, commencée en 1955.
Le viaduc ferroviaire est remplacé par le Willem van Oranjetunnel. Dans la nuit du 21 au 22 février 2015, le dernier train a emprunté le viaduc, après quoi celui-ci a été mis hors service. Une fois le raccordement des voies au nouveau tracé terminé, le viaduc a été démoli en 2015.